# Lutzomyia bernalei
Lutzomyia bernalei är en tvåvingeart som först beskrevs av Osorno-mesa E. A., Morales A., Osorno F. de 1967.  Lutzomyia bernalei ingår i släktet Lutzomyia och familjen fjärilsmyggor. Inga underarter finns listade i Catalogue of Life.